# Reguläre Fläche
Eine reguläre Fläche oder differenzierbare Fläche oder kurz Fläche ist ein mathematisches Objekt aus der Differentialgeometrie. Mit Hilfe dieses Begriffs wird der allgemein gebräuchliche Begriff der Fläche im mathematischen Kontext präzise definiert. Die folgende Definition bedeutet anschaulich, dass man Stücke einer Ebene verformt und diese derart zusammenheftet, dass keine Ecken oder Kanten entstehen, so dass man an jeder Stelle des entstandenen Gebildes eine Tangentialebene anlegen kann. Im Unterschied zur topologischen Fläche kann man auf der regulären Fläche – aufgrund der Existenz einer Tangentialebene – eine Ableitung einer Abbildung erklären. 

## Definition
Es gibt unterschiedliche, aber äquivalente Methoden, eine reguläre Fläche zu definieren. In der elementaren Differentialgeometrie wird eine reguläre Fläche durch eine Parametrisierung definiert. In der Differentialtopologie, einem abstrakteren Teilgebiet der Differentialgeometrie, sind die regulären Flächen zweidimensionale Spezialfälle n-dimensionaler differenzierbarer Mannigfaltigkeiten.

### Durch Parametrisierungen
Eine Teilmenge {\displaystyle S\subset \mathbb {R} ^{3}} heißt reguläre Fläche, falls für jedes {\displaystyle p\in S} eine Umgebung {\displaystyle V\subset \mathbb {R} ^{3}}, eine offene Menge {\displaystyle U\subset \mathbb {R} ^{2}} und eine Abbildung {\displaystyle \phi \colon U\to V\cap S} existieren, so dass
- die Abbildung {\displaystyle \phi } ein Homöomorphismus ist. Sie ist also stetig, bijektiv und hat eine stetige Umkehrfunktion.
- die Abbildung {\displaystyle \phi } stetig differenzierbar ist.
- für jeden Punkt {\displaystyle q\in U} das Differential {\displaystyle {\tfrac {\mathrm {d} \phi }{\mathrm {d} x}}(q)\colon \mathbb {R} ^{2}\to \mathbb {R} ^{3}} vollen Rang hat, also injektiv ist.

Die Abbildung {\displaystyle \phi } heißt Parametrisierung. Durch die dritte Forderung ist sichergestellt, dass man an jeden Punkt der Fläche eine Tangentialebene anheften kann.

### Als zweidimensionale Mannigfaltigkeit
Alternativ kann eine reguläre Fläche auch als topologische Fläche mit einer differenzierbaren Struktur verstanden werden. Insbesondere ist eine reguläre Fläche eine zwei-dimensionale, differenzierbare Untermannigfaltigkeit.

## Beispiele

### Reguläre Flächen
Beispiele für reguläre Flächen sind die 2-Sphäre, der Ellipsoid, der Hyperboloid und der Torus. Der Torus und die 2-Sphäre (Kugeloberfläche) werden gleich näher diskutiert. Der Beweis, dass diese Objekte reguläre Flächen sind, lässt sich oftmals auch einfach mit dem Satz vom regulären Wert aus der Differentialgeometrie führen. Insbesondere ist jede zwei-dimensionale, differenzierbare Mannigfaltigkeit eine reguläre Fläche.

### Konkrete Parametrisierungen
Parametrisierungen spielen eine wichtige Rolle im Bezug auf Oberflächenintegrale.
Lässt sich eine Fläche {\displaystyle S\subset \mathbb {R} ^{3}} durch eine differenzierbare Funktion mit {\displaystyle f(x,y)=z} beschreiben, so erhält man mit
{\displaystyle \phi (x,y)={\begin{pmatrix}x\\y\\f(x,y)\end{pmatrix}}}
eine Parametrisierung und die Fläche ist regulär. Jedoch kann man auf diese Weise nur Flächen parametrisieren, bei welchen man keinem Paar {\displaystyle (x,y)} mehr als einen z-Wert zuordnen muss.
Die zwei folgenden und oft verwendeten Beispiele lassen sich also, wenn man nur eine Parametrisierungsabbildung verwenden will, so nicht darstellen.

#### Kugel
Durch die Abbildung {\displaystyle f\colon \left]-{\tfrac {\pi }{2}},{\tfrac {\pi }{2}}\right[\to \mathbb {R} ^{2}}, welche durch
{\displaystyle f(\phi )={\begin{pmatrix}r\cdot \cos(\phi )\\r\cdot \sin(\phi )\end{pmatrix}}}
gegeben ist, erhält man eine Kurvenparametrisierung der Kreislinie eines Halbkreises in der rechten Halbebene mit Radius {\displaystyle r} und Mittelpunkt Null, wie die Gleichung {\displaystyle r=\left|f(\phi )\right|={\sqrt {r^{2}(\cos ^{2}(\phi )+\sin ^{2}(\phi ))}}} zeigt. 
Mit Hilfe dieser Kurvenparametrisierung erhält man die Parametrisierung einer Kugeloberfläche, welche durch die Funktion {\displaystyle g\colon \left]-{\tfrac {\pi }{2}},{\tfrac {\pi }{2}}\right[\times \left[0,2\pi \right[\to \mathbb {R} ^{3}} mit 
{\displaystyle g(\phi ,\psi )={\begin{pmatrix}r\cos(\phi )\cos(\psi )\\r\cos(\phi )\sin(\psi )\\r\sin(\phi )\end{pmatrix}}}
beschrieben wird. Dass die aus der Definition geforderten Eigenschaften für {\displaystyle g} gelten, ist unter Kugelkoordinaten nachzulesen. Jedoch muss man beachten, dass diese Parametrisierung die Punkte {\displaystyle (0,0,r)} und {\displaystyle (0,0,-r)} "vergisst". Es ist nicht möglich, eine komplette Kugel mit einer globalen Parametrisierung zu beschreiben. Dafür werden mindestens zwei Abbildungen benötigt.
Anschaulich erhält man diese Parametrisierung, indem man an einem beliebigen Punkt auf der Kugel startet und sie auf einem Halbkreis umläuft und bei jedem Punkt, den man erreicht, umläuft man die Kugel einmal komplett in der dazu senkrechten Richtung. Außerdem kann man auch hier die Gleichheit {\displaystyle r=|f(\phi ,\psi )|} zeigen.

#### Torus

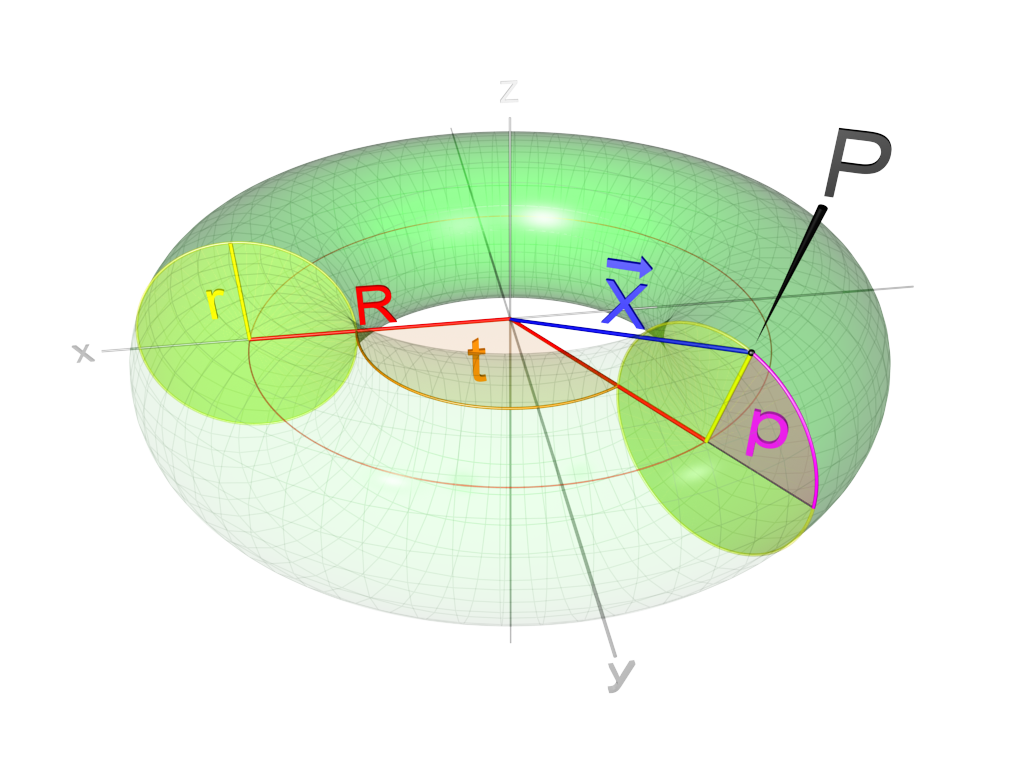
Torus

Sei {\displaystyle r<R}. Die Parametrisierung {\displaystyle f\colon \left]-{\tfrac {\pi }{2}},{\tfrac {\pi }{2}}\right[\to \mathbb {R} ^{2}} der Kreislinie eines Kreises mit Radius {\displaystyle r} und Mittelpunkt {\displaystyle (R,0)} lautet ähnlich wie oben
{\displaystyle f(\phi )={\begin{pmatrix}R+r\cos(\phi )\\0+r\sin(\phi )\end{pmatrix}}.}
Mit Hilfe dieser Kurvenparametrisierung erhält die Parametrisierung {\displaystyle g\colon \left[0,2\pi \right[\times \left[0,2\pi \right[\to \mathbb {R} ^{3}} eines Torus, welche durch 
{\displaystyle g(\phi ,\psi )={\begin{pmatrix}(R+r\cos(\phi ))\cos(\psi )\\(R+r\cos(\phi ))\sin(\psi )\\0+r\sin(\phi )\end{pmatrix}}}
beschrieben werden kann. Anschaulich bedeutet dies, dass ein Torus entsteht, wenn man einen Kreis mit Zentrum {\displaystyle (R,0)} nimmt und diesen um die {\displaystyle x_{3}}-Achse um den Nullpunkt dreht.

## Graphen differenzierbarer Funktionen
Wie in den Beispielen schon angesprochen ist der Graph einer differenzierbaren Funktion stets eine reguläre Fläche. Der Graph der Funktion 
{\displaystyle (x,y)\mapsto f(x,y)}
wird parametrisiert durch die Abbildung 
{\displaystyle (x,y)\mapsto (x,y,f(x,y)).}
Dass die Umkehrung nicht gilt, sieht man am Beispiel der Kugelschale. Jedoch gibt es lokal eine Umkehrung der Aussage. Sei {\displaystyle S\subset \mathbb {R} ^{3}} eine reguläre Fläche und {\displaystyle p\in S} ein Punkt. Dann existiert eine Umgebung {\displaystyle V\subset S} von p, so dass {\displaystyle V} der Graph einer differenzierbaren Funktion ist, welche die Form {\displaystyle z=f(x,y)} hat.